# Convención Alvensleben

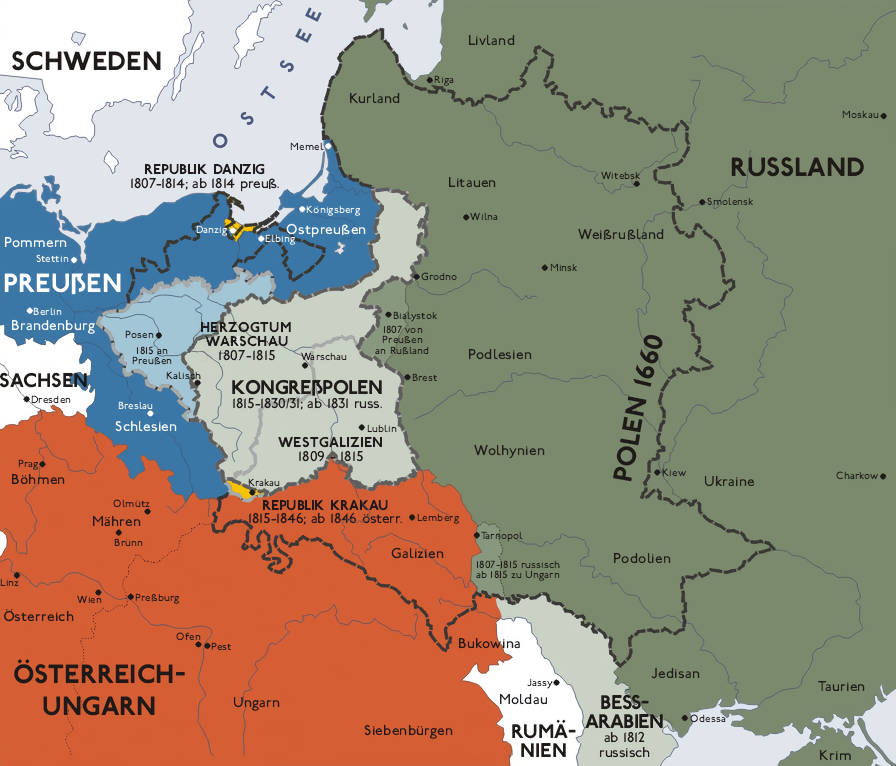
El Zarato de Polonia (en gris) y Prusia (en azul).

La Convención Alvensleben fue un tratado firmado por el Imperio ruso y el Reino de Prusia, llamado así en honor al general Gustav von Alvensleben. Fue concluido en San Petersburgo el 8 de febrero de 1863 por Alvensleben y Alexander Gorchakov.

## La convención
En enero de 1863, sucedió un levantamiento contra el gobierno ruso en el Zarato de Polonia. De inmediato, Prusia cerró su frontera y movilizó al Ejército prusiano para asegurar sus provincias orientales contra un evento similar. Iniciado por el primer ministro Otto von Bismarck, Alvensleben, asistente personal del rey Guillermo de Prusia, fue despachado a la corte del zar Alejandro II de Rusia para negociar medidas en común con respecto a los insurgentes. Las dos potencias estuvieron de acuerdo en el derecho de cada una de sus fuerzas militares para cruzar la frontera en persecución de los revolucionarios polacos y para extraditarlos a cortes militares rusas.
La convención nunca fue implementada dado que Rusia lidió por su cuenta con el levantamiento polaco.

## Consecuencias políticas

### En Prusia

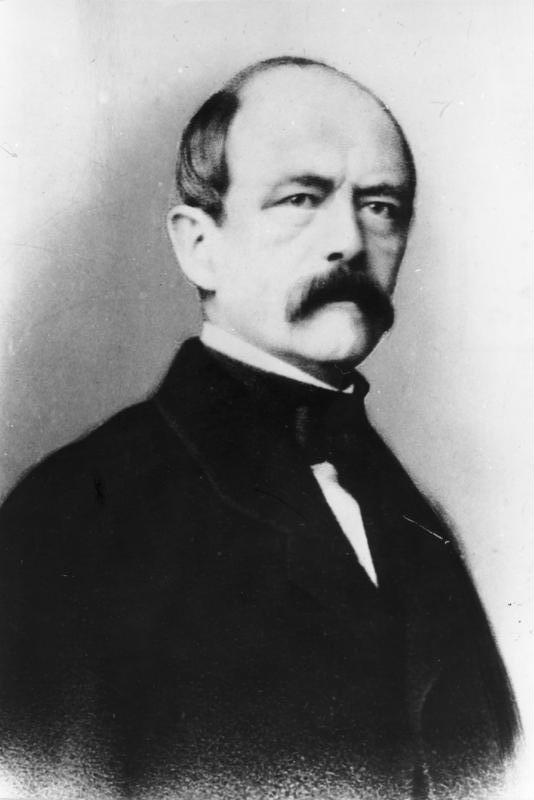
Primer ministro prusiano Otto von Bismarck.

Bismarck, quien acababa de ser nombrado primer ministro en septiembre de 1862 y gobernaba sin una mayoría parlamentaria, fue criticado por políticos liberales prusianos como Hans Victor von Unruh y Heinrich von Sybel, que simpatizaban con los polacos, aunque mucho menos que en 1848.
El tratado llevó a enfrentamientos en el Landtag prusiano y, después de que el presidente del Parlamento interrumpiera a Bismarck durante una disputa sobre su política polaca, declaró que respondía solo al rey y que «no estaba sujeto a la autoridad disciplinaria conferida al presidente del Parlamento». La disputa entre Bismarck y la Dieta continuó y, el 22 de mayo de 1863, el Parlamento envió una fuerte nota al rey: «La Cámara de Diputados no tiene ningún otro medio para llegar a un acuerdo con este ministro... Cada negociación solo fortalece nuestra convicción de que un abismo separa a los consejeros de la Corona y el país». Como resultado, el rey finalmente disolvió la Dieta.
Mientras tanto, Bismarck dio marcha atrás y, bajo su instigación, Gorchakov declaró que la convención nunca había estado en vigor.

### Asuntos internacionales
La convención fue criticada por liberales occidentales y llevó a una seria crisis diplomática. El Reino de Gran Bretaña y el Imperio austríaco protestaron y, especialmente, Napoleón III, emperador del Segundo Imperio Francés, mostró sus simpatías hacia la revuelta y sugirió el despido de Bismarck como primer ministro prusiano. La emperatriz Eugenia ya había mostrado un mapa de Europa al embajador austríaco, que contenía una Polonia independiente y un realineamiento importante de las fronteras europeas.
La convención mejoró las relaciones ruso-prusianas, mientras que las relaciones franco-rusas resultaron tensas debido a la abierta simpatía que Napoleón III había mostrado hacia los polacos. Posteriormente, el propio Bismarck lo consideró como una precondición para la neutralidad rusa en las guerras austro-prusiana y franco-prusiana.